# Läkemedelslagen
Grunden för den svenska läkemedelslagstiftningen finns i läkemedelslagen (1992:859). Lagen är en ramlag med principer för hur läkemedelsområdet skall regleras. 
I läkemedelslagen finns regler om hur tillsyn och kontroll skall bedrivas och straffbestämmelser. Sveriges regering har i läkemedelsförordningen (1992:1752) utvecklat principerna från läkemedelslagen och ger Läkemedelsverket rätt att meddela föreskrifter för att detaljreglera området. Läkemedelsverkets föreskrifter publiceras i Läkemedelsverkets författningssamling (LVFS).